# Chrysotimus aereus
Chrysotimus aereus är en tvåvingeart som först beskrevs av Vaillant 1953.  Chrysotimus aereus ingår i släktet Chrysotimus och familjen styltflugor. Inga underarter finns listade i Catalogue of Life.